# K-pop Dance Festival
K-pop Dance Festival es un único videojuego de danza para Wii desarrollado y publicado por Skonec Entertainment. Este juego fue lanzado el 25 de abril de 2013 en Corea del Sur.

## Modos
Este juego incluye 3 modos de dificultad.
- GUÍA: Modo Principiante.
- SIGUIENTE BAILE: el modo Normal.
- PROFESIONAL: El modo Profesional.

## Canciones
{Incluye 26 Canciones K-pop}

### 1980s
- Sobangcha – Last Night Story (1987)

### 1990s
- Seo Taiji and Boys – I Know (1992)
- Deux – In Summer (1994)
- Clon – Kung Ddari Sha Bah Rah (1996)
- Fin.K.L – To My Boyfriend (1998)
- Jinusean – Tell Me (1997)
- Park Jin-young – Honey (1998)
- Uhm Jung-hwa – Festival (1999)

### 2000s
- Lee Hyori – 10 Minutes (2003)
- Taeyang – Only Look At Me (2008)
- Wonder Girls – Nobody (2008)
- Norazo – Superman (2008)
- Kara – Mister (2009)
- Girls' Generation – Gee (2009)

### 2010s
- 2NE1 – I Don't Care (2010)
- Secret – Shy Boy (2011)
- Dal Shabet – Supa Dupa Diva (2011)
- Sistar19 – Ma Boy (2011)
- T-ara – Roly Poly (2011)
- Sagging Snail (Lee Juck, Yoo Jae-suk) – Apgujeong Nallari (2011)
- Chulssa (Noh Hong-chul, PSY) – Shake It (2011)
- Orange Caramel – Shanghai Romance (2011)
- IU - You & I (2011)
- Bigbang – Fantastic Baby (2012)
- Beast – Beautiful Night (2012)
- Lee Hi – 1.2.3.4 (2012)
- PSY – Gangnam Style (2012)

- Datos: Q11667686